# Shikama
Shikama (jap. 色麻町 Shikama-chō) – miasto w Japonii, na wyspie Honsiu, w prefekturze Miyagi. Według danych na rok 2020 miejscowość zamieszkiwało 6 698 mieszkańców , a gęstość zaludnienia wyniosła 61,3 os./km².